# Zach Loyd
Pour les articles homonymes, voir Loyd.
Zach Loyd est un joueur international américain de soccer né le 18 juillet 1987 à Tulsa en Oklahoma. Il évolue au poste de défenseur.

## Biographie

### En sélection
Loyd dispute son premier match en équipe nationale le 22 janvier 2011 contre le Chili à Los Angeles (nul 1-1). Titulaire, il dispute 73 minutes du match et se voit élu joueur du match.